# Kenzo Nakamura
Kenzo Nakamura (中村兼三?, Nakamura Kenzō; 18 ottobre 1973) è un judoka giapponese.
Ha partecipato a due edizioni dei giochi olimpici (1996 e 2000) conquistando una medaglia d'oro ad Atlanta 1996.

## Palmarès
Olimpiadi
- 1 medaglia:
  - 1 oro (71 kg ad Atlanta 1996)

Mondiali
- 1 medaglia:
  - 1 oro (71 kg a Parigi 1997)

Giochi asiatici
- 1 medaglia:
  - 1 argento (73 kg a Bangkok 1998)

Campionati asiatici
- 2 medaglie:
  - 2 ori (71 kg a New Delhi 1995, 73 kg a Osaka 2000)

Giochi dell'Asia Orientale
- 1 medaglia:
  - 1 argento (71 kg a Busan 1997)

Universiadi
- 1 medaglia:
  - 1 oro (71 kg a Fukuoka 1995)